# Radical 101
El radical 101, representado por el carácter Han 用, es uno de los 214 radicales del diccionario de Kangxi. En mandarín estándar es llamado 用部, (yòng　bù «radical “usar”»); en japonés es llamado 用部, ようぶ (yōbu), y en coreano 용 (yong).
El radical usar aparece siempre en la parte inferior de los caracteres clasificados bajo él (por ejemplo 甯). Existe una forma variante de este radical: el carácter 甩.

## Nombres populares
- Mandarín estándar: 用, yòng, «usar», «uso».
- Coreano: 쓸용부, sseul yong bu, «radical yong-usar».
- Japonés:　用いる（もちいる）, mochiiru, «usar».
- En occidente: radical «usar».

## Galería
| Estilos antiguos                                 | Estilos antiguos                  | Estilos antiguos                        | Estilos antiguos                   | Estilos antiguos                   | Estilos empleados actualmente       | Estilos empleados actualmente  | Estilos empleados actualmente    | Estilos empleados actualmente   | Estilos empleados actualmente  |
|                                                  |                                   |                                         |                                    |                                    |                                     | 用                             | 用                               |                                 |                                |
| 甲骨文 jiǎgǔwén (escritura de huesos oraculares) | 金文 jīnwén (escritura de bronce) | 简帛 jiǎnbó (escritura de bambú y seda) | 篆文 zhuànwén (escritura de sello) | 篆文 zhuànwén (escritura de sello) | 隸書 lìshū (estilo de los escribas) | 楷書 kǎishū (estilo regular)   | 楷書 kǎishū (estilo regular)     | 行書 xǐngshū (estilo corriente) | 草書 cǎoshū (estilo de hierba) |
| 甲骨文 jiǎgǔwén (escritura de huesos oraculares) | 金文 jīnwén (escritura de bronce) | 简帛 jiǎnbó (escritura de bambú y seda) | 大篆 dàzhuàn (sello grande)        | 小篆 xiǎozhuàn (sello pequeño)     | 隸書 lìshū (estilo de los escribas) | 繁體／繁体 fántǐ (tradicional) | 简体／簡體 jiǎntǐ (simplificado) | 行書 xǐngshū (estilo corriente) | 草書 cǎoshū (estilo de hierba) |

## Caracteres con el radical 101

| trazos | carácter |
| ------ | -------- |
| + 0    | 用 甩    |
| + 1    | 甪       |
| + 2    | 甫 甬    |
| + 4    | 甭 甮    |
| + 7    | 甯       |